# Trolltjärnen (Lima socken, Dalarna, 678078-134239)
Trolltjärnen är en sjö i Malung-Sälens kommun i Dalarna och ingår i Göta älvs huvudavrinningsområde.